# Гурчин, Витольд Викентьевич
Витольд Викентьевич Гурчин 1-й (1831—1887) — генерал-лейтенант, участник русско-турецкой войны 1877—1878 гг., командующий местными войсками Кавказского военного округа.

## Биография
Витольд Гурчин родился 16 декабря 1831 года, образование получил в Брестском кадетском корпусе, из которого выпущен 29 мая 1849 года прапорщиком в лейб-гвардии Павловский полк. Затем обучался в Дворянском полку. Произведённый в поручики, Гурчин, поступил в Николаевскую военную академию, которую закончил в 1859 году.
В 1861 году назначен офицером Генерального штаба в Кавказский военный округ, где неоднократно принимал участие в делах с горцами, в 1862 году за отличие награждён орденом св. Анны 3-й степени с мечами и бантом.
В 1870—1874 гг. командовал 82-м пехотным Дагестанским полком и затем числился по Генеральному штабу. 20 июня 1876 года по манифесту произведён в генерал-майоры (со старшинством от 15 июня 1877 года).
В 1877 году в качестве офицера Генерального штаба Витольд Викентьевич Гурчин принял участие в русско-турецкой войне на Кавказском театре и за отличие был награждён орденом св. Станислава 1-й степени с мечами и золотой шпагой с алмазами и надписью «За храбрость».
В начале 1878 года назначен начальником штаба действующего корпуса на турецко-кавказской границе и по окончании войны находился в распоряжении командующего Кавказской армией. В 1881—1882 гг. Гурчин командовал Кавказской стрелковой бригадой, с 1885 года командовал местными войсками Кавказского военного округа и в 1886 году произведён в генерал-лейтенанты.
Среди прочих наград имел ордена св. Анны 1-й степени (1880) и св. Владимира 2-й степени (1883)
Витольд Викентьевич Гурчин скончался 10 декабря 1887 года.
Младший брат Гурчина, Александр Викентьевич (1833—1902), был генералом от инфантерии, также с отличием участвовал в русско-турецкой войне 1877—1878 г. на Кавказском театре и впоследствии командовал Виленским военным округом.